# جبال عثمان
جبال عثمان هي جزء من سلسلة جبال السراة في أصدار بلاد بلقرن في محافظة بلقرن، وفي سفوحها حلة الأضحي لآل الزارية من بلقرن.